# Сарагат, Джузеппе
Джузе́ппе Сарага́т (итал. Giuseppe Saragat; 19 сентября 1898, Турин, Королевство Италия, — 11 июня 1988, Рим, Итальянская Республика) — итальянский политик, создатель и многолетний лидер Итальянской демократической социалистической партии, президент Италии с 29 декабря 1964 по 29 декабря 1971 года.

## Биография
Родился в Турине в семье судьи — выходца из Сардинии. В 1919 году получил высшее образование в области экономики и коммерции, в 1922 году вступил в Социалистическую партию, в 1926 году эмигрировал. Сначала осел в Вене, где сблизился с представителями австромарксизма. В 1929 году переехал в Париж, сотрудничал с Пьетро Ненни в деле консолидации социалистов и в 1930 году вошёл в руководство ИСП. Вернулся в Италию в 1943 году и примкнул к Сопротивлению в Риме.
В 1944 году стал министром без портфеля, представляя в правительстве Итальянскую социалистическую партию пролетарского единства (такое название Социалистическая партия получила после объединения в 1943 году с Движением за пролетарское единство). В 1945—1946 годах был послом в Париже, в 1946—1947 годах — председателем Учредительного собрания.
В своей политической карьере Сарагат был умеренным социалистом. В 1947 году покинул ИСППЕ и стал одним из лидеров Итальянской социалистической рабочей партии, которая вскоре была реорганизована в Итальянскую демократическую социалистическую партию. В январе 1947 года ради работы в новой партии Сарагат ушёл в отставку с должности председателя Учредительного собрания, с сентября по декабрь 1947 года являлся её секретарём. Стал заместителем председателя Совета Министров и министром торгового флота в пятом правительстве Альчиде Де Гаспери. В 1949 году ушёл в отставку и с перерывами вплоть до 1954 года вновь занимал должность партийного секретаря. В 1954 году получил кресло заместителя премьера в правительстве Марио Шельбы и в первом правительстве Антонио Сеньи. С 1957 по 1964 годы — вновь секретарь ИДСП, с июня 1963 года — председатель Комиссии по иностранным делам Палаты депутатов Италии.
С 4 декабря 1963 по 22 июля 1964 года — министр иностранных дел Италии в первом правительстве Альдо Моро, 22 июля 1964 года занял то же кресло во втором правительстве Альдо Моро, но 29 декабря 1964 года ушёл в отставку.
28 декабря 1964 года избран президентом Итальянской Республики в 21 туре выборов (благодаря единому голосованию всех левых — от социал-демократов до коммунистов, всерьёз обеспокоенных опасностью неофашистского путча). Занимал должность президента Италии 7 лет — до 29 декабря 1971 года.
С 29 декабря 1971 года — пожизненный сенатор.
Почётный председатель Социнтерна.
Скончался 11 июня 1988 года в Риме в возрасте 89 лет.

## Семья

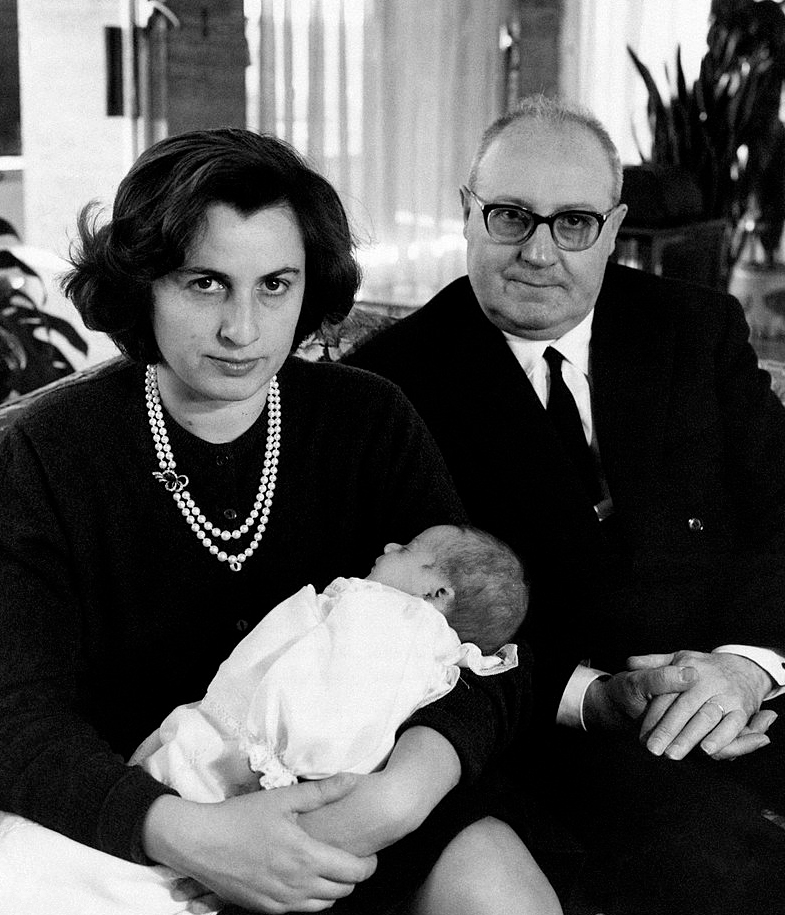
Джузеппе Сарагат с дочерью Эрнестиной и внуком, Рим, апрель 1963 года

Джузеппе Сарагат был женат на Джузеппине Боллани (Giuseppina Bollani), у них было двое детей: сын Джованни (стал послом Италии в Бельгии) и дочь Эрнестина.